# Herrgöttle von Biberbach

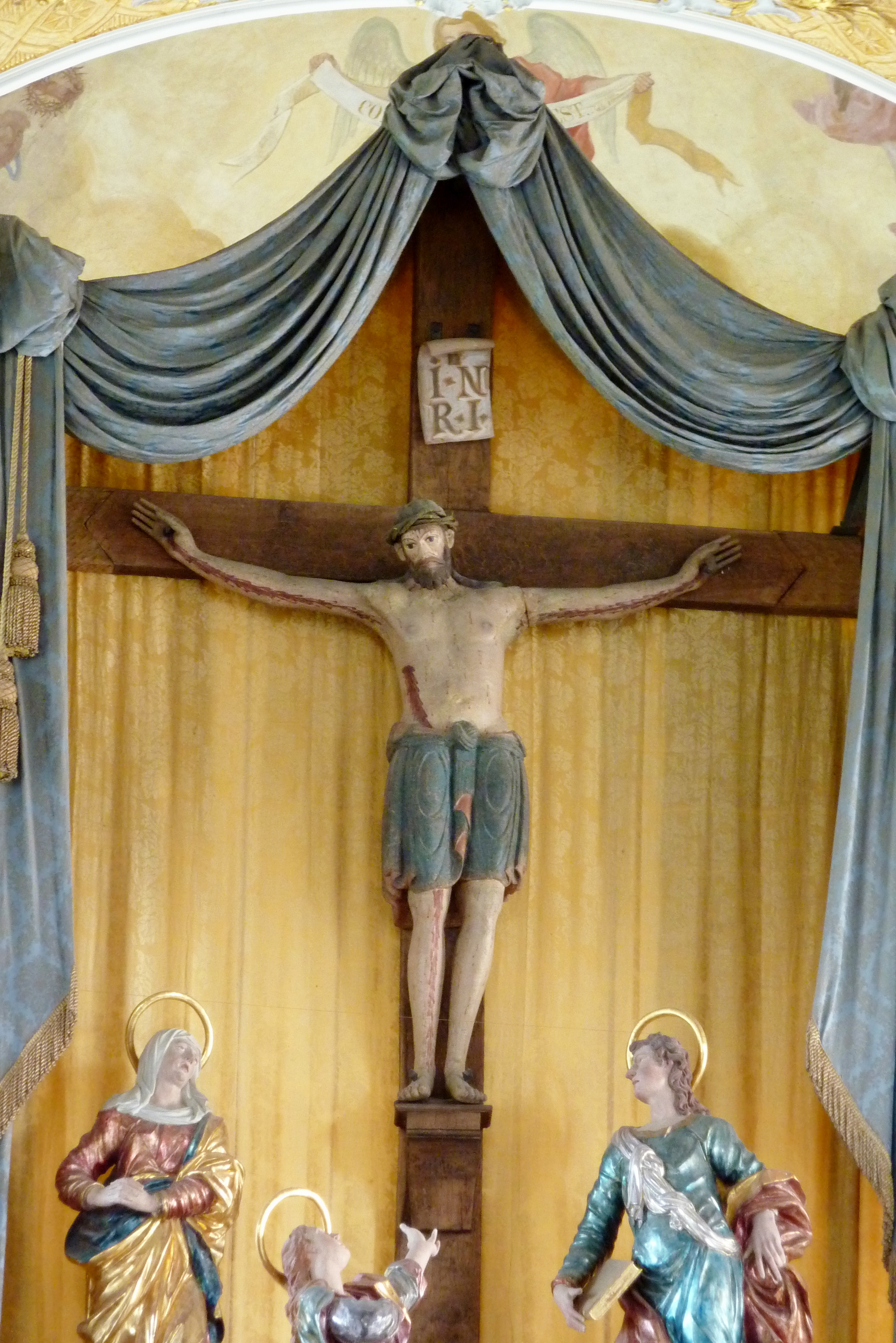
Herrgöttle von Biberbach

Das Herrgöttle von Biberbach ist ein großes hölzernes Kruzifix aus dem 13. Jahrhundert, das in der Wallfahrtskirche St. Jakobus, St. Laurentius und zum Heiligen Kreuz in Biberbach, einem Markt im Landkreis Augsburg, bewahrt wird. Das vielbesuchte Gnadenbild hatte aufgrund seiner beachtlichen Größe (Größe des Kruzifixus: 2,12 m, Armspannweite 2,07 m) vermutlich als Triumphkreuz in einer größeren Kirche des benachbarten Württemberger Raumes Verwendung gefunden und ist der Romanik zuzuordnen.

## Geschichte des Kreuzes
Die von Anton Ginther seinem 1683 erschienenen Mirakelbuch In cruce salus. vorangestellte Glaubwürdige Relation Vom Ursprung deß Hl. Creutz zu Marckt Biberbach griff er in seinem 1717 erschienenen Werk Currus Israel et auriga ejus wieder auf.
Danach wurde das Kruzifix im Rahmen der Reformation von Bilderstürmern aus einer Kirche im Württemberger Raum entfernt und achtlos liegengelassen. Ein katholischer Weinhändler fand das Bildnis, versteckte es unter einer Plane auf seinem Wagen und nahm es mit. In Biberbach – so die Überlieferung – verweigerten die Zugpferde im Jahre 1525 am Kirchberg ihren Dienst und ließen sich erst nach dem Abladen des Kreuzes zum Weiterlaufen bewegen (das sogenannte „Gespannwunder“). In der alten Biberbacher Pfarrkirche sei das Kruzifix bis zum Jahr 1616 angebracht, danach in die Scheune des Schulhauses, später auf den Kirchendachboden gebracht worden. Vor 1632 muss es aber wieder in der Pfarrkirche aufgestellt gewesen sein, anders ließe sich das beherzte Einschreiten und nachfolgende Martyrium Ulrich Zusamschneiders nicht erklären.
Nach diesen Ereignissen versteckte man es wiederum auf dem Kirchendachboden, bis Maximilian Fugger der Ältere das Kreuz im Jahre 1655 durch den Ortspfarrer Sebastian Widmann wiedererheben und restaurieren und dessen Nachfolger Anton Matthes es hoch an der südlichen Kirchenmauer anbringen ließ, nachdem am 10. August 1654, dem Fest eines der Kirchenpatrone (dem hl. Laurentius), ein Blitz in den Turm des Vorgängerbaus eingeschlagen und drei (nach den Sterbematrikeln zwei) Menschen, die zum Wetterläuten dorthingeeilt waren, tödlich getroffen hatte. Diese symbolhaften Umstände wurden als „Heimsuchung“ interpretiert und auf einem Gemälde an der oberen Emporendecke der Kirche festgehalten: Ein das vergessene Kreuz symbolisierender Spatz sitzt einsam auf dem Dach der alten Kirche, während der Turm brennt (Bildlegende: Sicut Paſser Solitarius in Tecto. Psal. 101.8). Nach Fertigstellung des Kirchenneubaus 1694 wurde das Kreuz „aus der bisherigen Kapelle genommen und auf den obern Altar der neuen Kirche unter ein reiches Baldachin gebracht.“ (vgl. Abb. späteren Zustands unten).

## Beschreibung

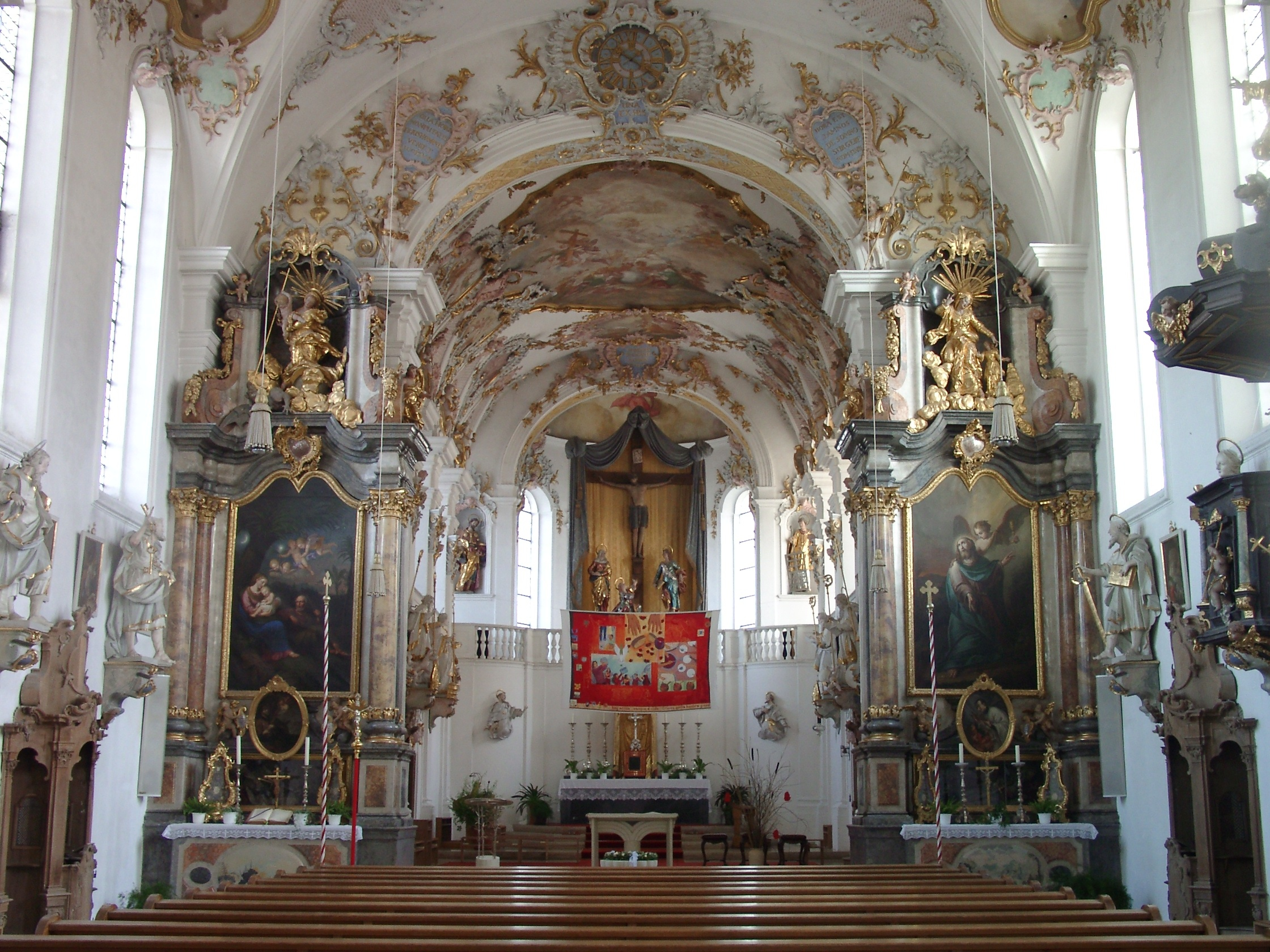
Chorraum der Kirche St. Jakobus und Laurentius

In der von einem anonymen Autor zum 300-jährigen Jubiläum der Wallfahrt verfassten Festschrift heißt es unter §.16 (Aussehen und Gestalt des heil. Kreuzes):

„Was die Gestalt und die Beschaffenheit dieses heil. Kruzufixbildes anbelangt, dient Folgendes als ausführliche Erklärung. Dasselbe ist schon von sehr hohem Alter; der Meister, der es verfertigte, ist unbekannt. Indessen, obgleich in Verfertigung dieses Bildes die Bildhauerkunst keine hohe Stufe erreicht haben dürfte, so hat es doch eine gute Proportion, und wohl angebrachte Austheilung der Glieder. Das ganze Bild Christi hat ohne das Kreuzholz sechs und einen halben Schuh in der Länge. Beyde Füße sind zwar mit zwey Nägel angeheftet, wie die Hände; dem ungeachtet gleicht die ganze Bildniß mehr einem Stehenden als Hängenden, da weder der Leib von beyden Armen, die ganz gerade ausgespannt sind, herabgesenkt, noch die Knie herausgebogen sind, sondern beyde Füße ganz gerade und aufrecht auf einem an das Kreuz angemachten Schemmel, auf welchem jeder Fuß besonders angenagelt ist, zu stehen kommen. Die beyden Arme, wie gesagt, strecken sich unter dem Halse von den Schultern ganz gerade auseinander, daß sie fast in gleicher Ebene mit dem Querholze des Kreuzes anzusehen sind. So sind auch die Finger an beyden Händen nicht eingebogen, nicht geschlossen, nicht zusammengezogen, sondern vollkommen flach und ganz geöffnet. Das Haupt und Angesicht dieses heil. Bildes verräth etwas Erhabenes mit einer besonderen Mischung von Anmuth und Ernst, wovon ein gewisser sehr berühmter Bildhauer von Augsburg vor ungefähr 70 Jahren behauptete: ‚Leib, Hände und Füße sammt ihrer Stellung konnten eben ohne Mühe und besondere Kunst, von einem in der Bildhauerey nur wenig Erfahrenen verfertigt werden; aber Haupt und Angesicht zeigen Etwas mehr als Menschliches und Verborgenes an, welches nicht wohl Einer nachmachen kann.‘ Und auch in der That; denn, neben dem, daß das Haupt ziemlich gerade in die Höhe steht, und nur ein wenig für sich gegen der Seite der geöffneten Herzenswunde mit geschlossenen Augen, gleich einem Schlummernden, sich zu neigen scheint, so blicket dennoch aus den theils traurigen, theils rührenden liebreichen Augen eine ungemein durchdringenden Kraft hervor, weßwegen dieses sonderbare heil. Bild Etwas mehr als pur Menschliches und Gemeines ausspricht […].“

Die kunstgeschichtliche Würdigung des „Herrgöttles“ gestaltet sich schwierig, sodass gegenwärtig keine Zuordnung zu einer Werkstatt oder Schule möglich ist (vgl. auch Pötzl, S. 23–28). Der Chorraum, in dem sich das Kruzifix befindet, ist seit 1694 mehrfach umgestaltet worden. Restaurierungen und Erneuerungen fanden in den Jahren 1853/1854, 1868/1870, 1908 (vermutlich geplant) und 1957/1958 statt. Die derzeitige Gestaltung stellt dabei lediglich den Versuch einer Rekonstruktion der ursprünglichen Situation dar, da es zum einen keine Unterlagen des primären Zustandes mehr gibt und Votivtafeln, die jenen zeigen, zum Zeitpunkt der letzten Baumaßnahmen noch unbekannt waren.

## Wirkung
Vom Herrgöttle von Biberbach werden viele Wunder berichtet, davon zeugen nicht nur vier gedruckte Mirakelbücher, sondern auch eine Vielzahl von Votivgaben.
In der schwäbischen Mundart ist die Anrufung des „Herrgöttle“ ein feststehender Ausdruck, der allerdings häufig falsch auf die Stadt Biberach an der Riß bezogen wird. Richtig ist aber, dass es auch dort eine Tradition gibt, ein „Herrgöttle von Biberach“ scherzhaft um gutes Wetter für das Biberacher Schützenfest zu bitten oder es dafür zu loben.
Auch heute noch zeigen zahlreiche Wallfahrer, v. a. aus dem schwäbischen Raum, die besondere Beliebtheit des Biberbacher Gnadenbildes.

Das Herrgöttle von Biberbach
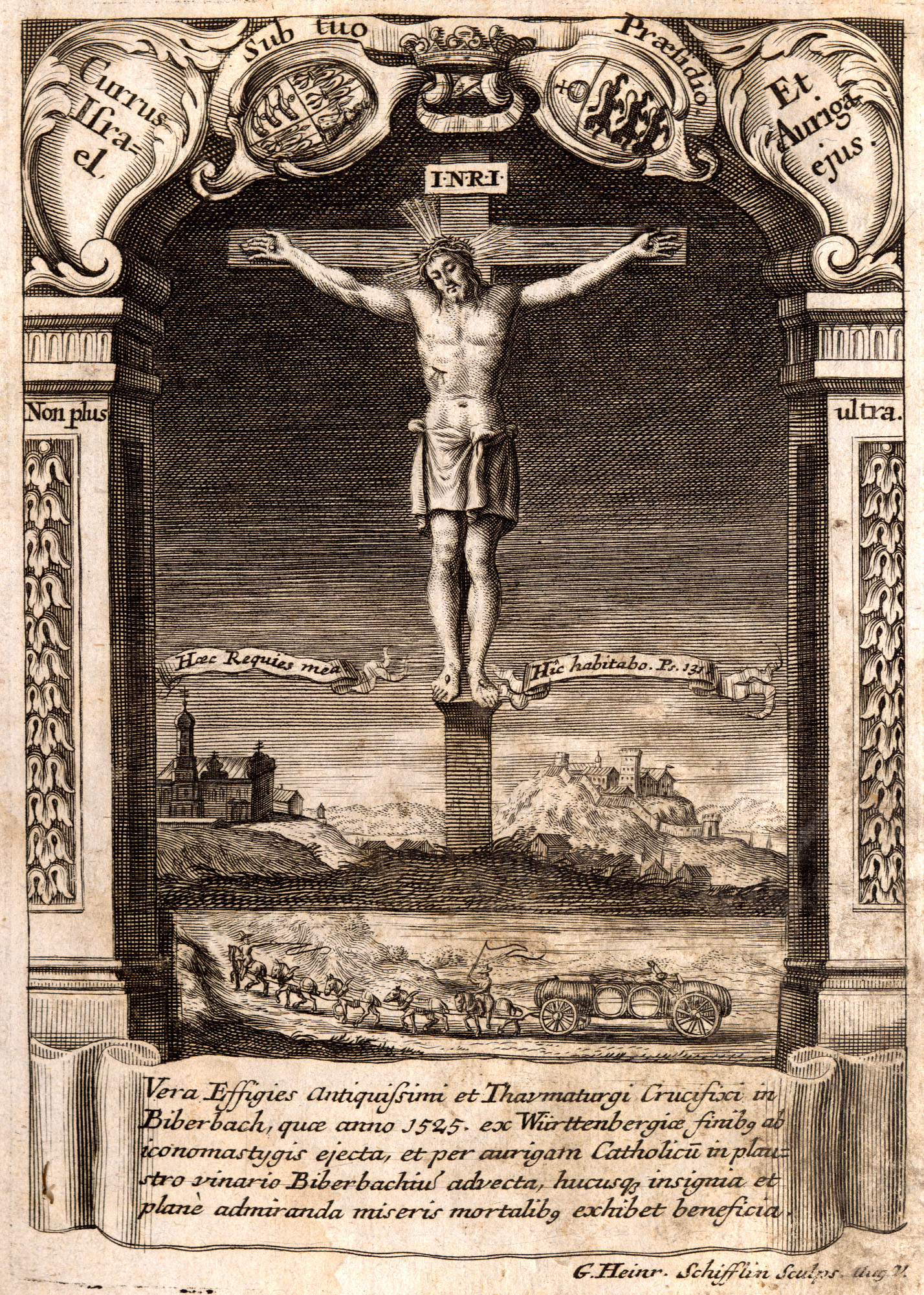
Ansicht aus Anton Ginthers Currus Israel von 1717 mit Abbildung des Gespannwunders
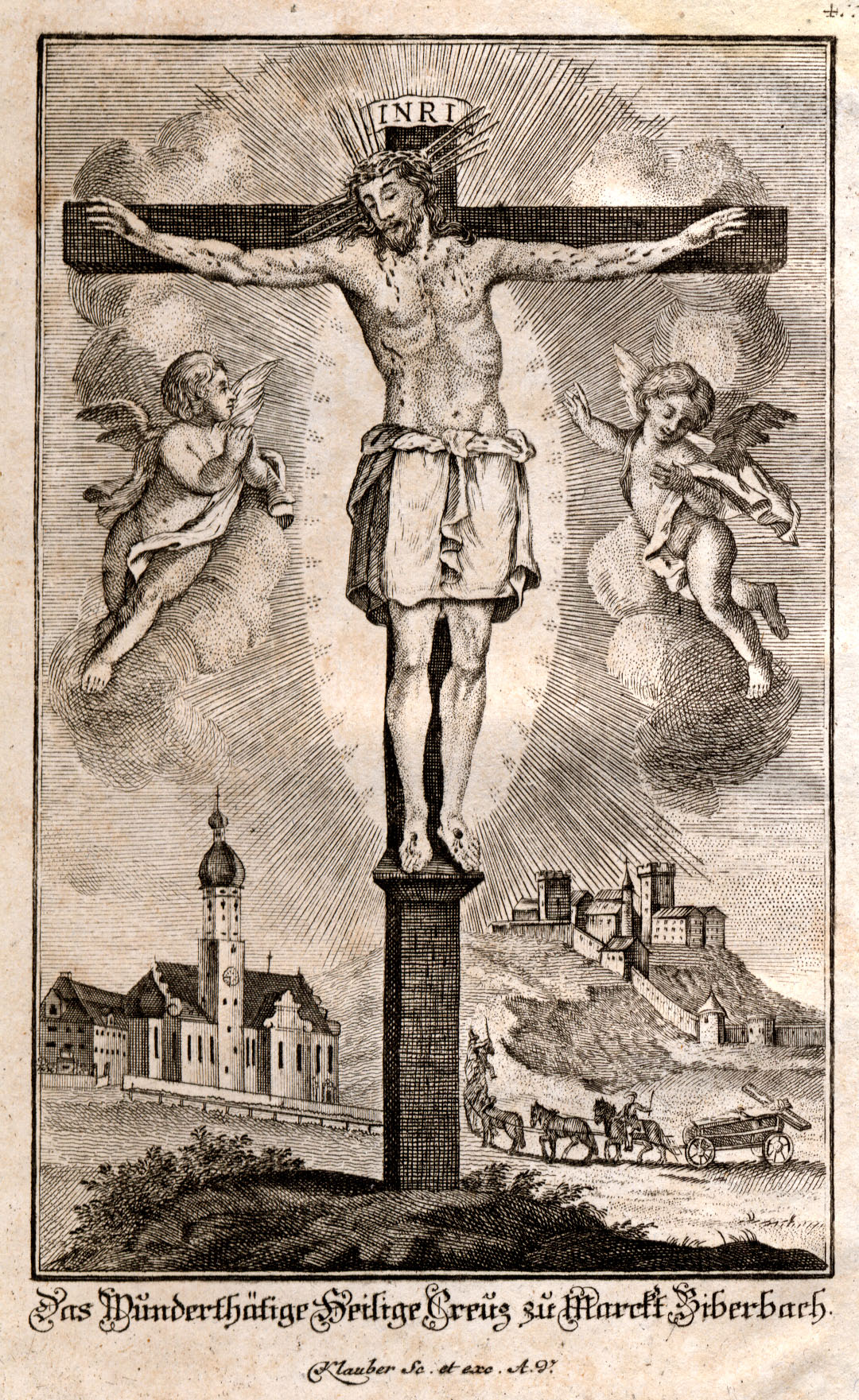
Ansicht aus der Beschreibung zum 300jährigen Bestehen der Wallfahrt 1826
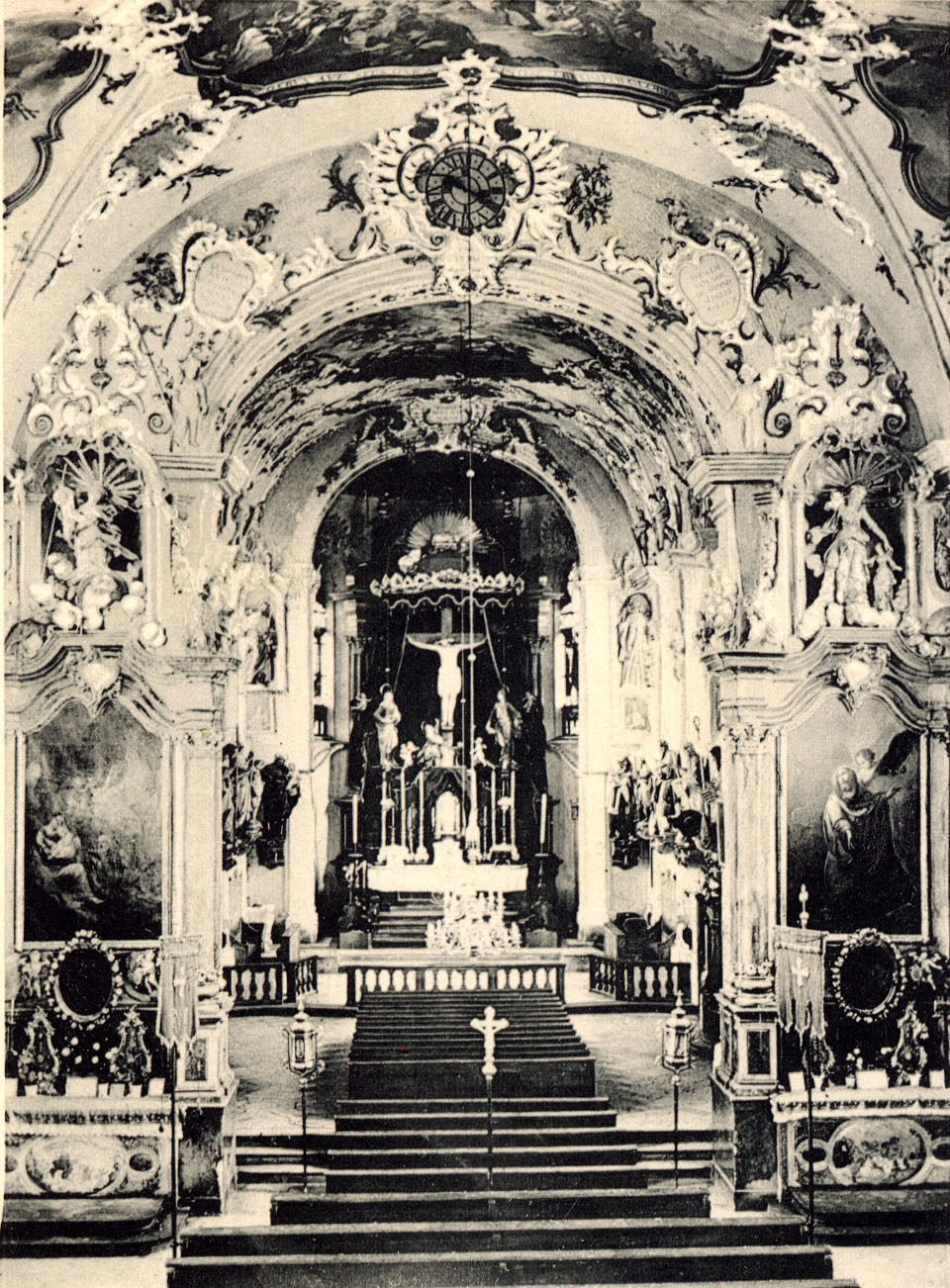
Ansicht vor 1902